# 이중가격제
이중가격제(二重價格制)는 생산자로부터 쌀을 고가로 사들이고 소비자에게는 싸게 팔아서 그 차액(적자)만큼 정부가 부담하는 방법이다. 이중곡가제(二重穀價制)라고도 한다. 이것은 정부가 쌀의 공출이나 배급도 통제하는 것을 전제로 하고 이중가격 제도에서는 역차라고 하여 매도하는 가격보다 매입하는 가격이 비교적 높아 그 적자가 문제가 된다.
다른 의미로는 동일 품목에 관하여 국내가격과 수출가격이 달라지는 경우를 말한다. 흔히 수출가격 쪽이 국내가격보다 염가이며, 이것이 원가를 하회할 경우를 출혈가격이라고 한다.